# Протежируемое государство
Протежируемое государство (англ. Protected state) — специфический термин, обозначающий форму зависимости от Соединённого Королевства для некоторых государств, входивших в Британскую империю. В целом сходно с протекторатом, однако протежируемое государство имело систему внутреннего самоуправления. Великобритания оставалась ответственной за внешние отношения и оборону.